# Pontiac Hotel
Pontiac Hotel es un hotel histórico ubicado en Oswego en el condado de Oswego, Nueva York. Fue construido en 1912 y diseñado por la oficina del arquitecto George B. Post (1837–1913). Originalmente era una estructura en forma de "U" de cuatro pisos; en 1955 se agregó un salón de baile de un piso en la parte trasera de la estructura en el patio exterior. Cuenta con detalles de estilo clásico y de misión. La característica interior más distintiva es una rotonda de 40 pies (12,2 m) centralmente ubicada en el nivel principal. En la década de 1980, la estructura se convirtió del uso de un hotel para albergar 70 unidades de apartamentos para personas mayores.
Fue incluido en el Registro Nacional de Lugares Históricos en 1983. 